# يوهانس أيجنر
يوهانس أيجنر (بالألمانية: Johannes Aigner)‏ هو لاعب كرة قدم نمساوي في مركز الهجوم، ولد في 16 مارس 1981 في شفاتس في النمسا. لعب مع أوستريا فيينا ولاسك لينتس ونادي رايندورف آلتاخ ونادي واكر إنسبروك.

## وصلات خارجية
- يوهانس أيجنر على موقع قاعدة بيانات كرة القدم.إي يو (الإنجليزية)
- يوهانس أيجنر على موقع Soccerway.com (الإنجليزية)
- يوهانس أيجنر على موقع عالم كرة القدم.نت (الإنجليزية)